# Frolic
«Frolic» es una canción compuesta por Luciano Michelini, un compositor italiano. Fue compuesto en 1974 para la película La bellissima estate, donde se utilizó como leitmotiv de un personaje. «Frolic» es más conocido como el tema de la serie de televisión de comedia estadounidense Curb Your Enthusiasm. Fue elegida por el creador de la serie, Larry David, que había escuchado la música en un anuncio de un banco cuatro años antes. Aparte de eso, «Frolic» se ha utilizado como música de fondo para varios anuncios y una canción de rap de Snoop Dogg.
«Frolic» se inspira en la música de circo y la bossa nova. La pieza presenta una combinación de tuba, mandolina, banjo y piano, así como varios instrumentos utilizados para efectos. Esta combinación de instrumentos ha sido comentada frecuentemente debido a su naturaleza inusual.

## Historia

### La bellissima estate
Luciano Michelini es un compositor italiano, nacido en 1945. Michelini compuso originalmente «Frolic» para la película de 1974, La bellissima estate. Cuando se usó en la película, la canción se llamó «Il barone rosso». Fue creado por Michelini como leitmotiv para representar al barone rosso («barón rojo»), un personaje cómico interpretado por Lino Toffolo, que entretiene a un grupo de niños. Después de La bellissima estate, «Frolic» se incluyó en una biblioteca musical (Universal Production Music) y se utilizó ocasionalmente en anuncios y en la televisión italiana, como Le Iene.

### Anuncios
«Frolic» se ha utilizado como música de fondo para múltiples anuncios. En 2008, el congresista republicano Lee Terry utilizó «Frolic» en una campaña política. En el anuncio, titulado Jim Esch Doesn't Care About Us («Jim Esch no se preocupa por nosotros»), se burlaba del candidato demócrata que desafía a Terry. La naturaleza caprichosa de «Frolic», junto con otras imágenes de ociosidad, se utilizó para dar a entender que Esch no sería un candidato proactivo. «Frolic» también apareció en un anuncio de los años 1990 creado por un banco californiano, y en varios anuncios europeos.

### Curb Your Enthusiasm

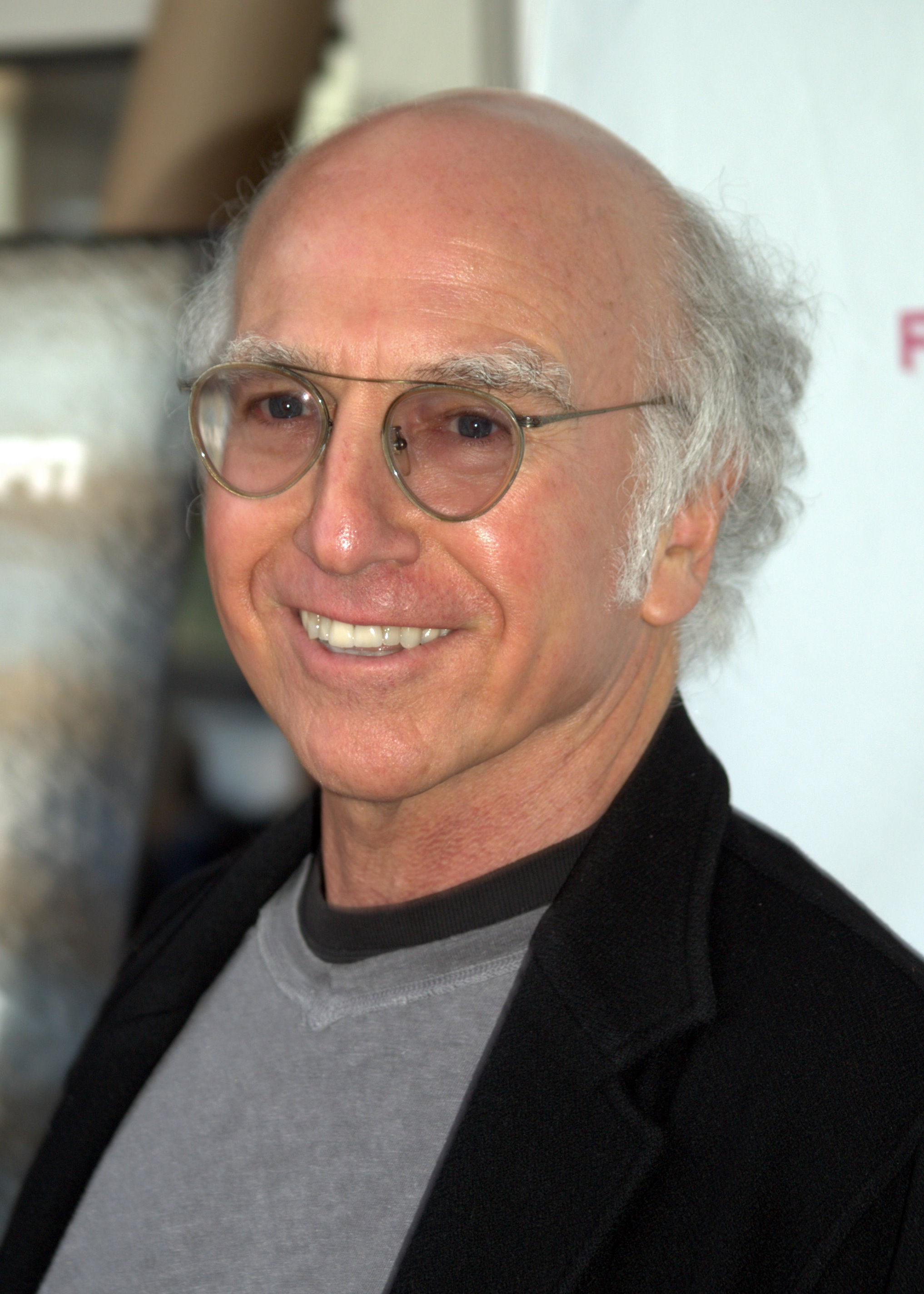
Larry David decidió utilizar «Frolic» como tema de Curb Your Enthusiasm después de escucharlo en un anuncio bancario.

«Frolic» se utiliza como tema de apertura y cierre de Curb Your Enthusiasm, una serie de televisión estadounidense creada por Larry David. Sin embargo, la canción no aparece en los créditos del programa. Curb Your Enthusiasm utiliza regularmente piezas clásicas italianas para música incidental, y algunas canciones se originan en la misma biblioteca musical que «Frolic». Estas otras canciones incluyen «The Puzzle» y «Amusement», ambas compuestas por Franco Micalizzi.
David se topó con la canción por su uso en el anuncio de banco de California. Decidió usar la canción de Curb Your Enthusiasm para que sirviera de alivio de los temas a menudo exagerados del programa. David primero contrató a un compositor para recrear la canción que había escuchado en el anuncio, pero debido a problemas de calidad, no se utilizó la grabación sintetizada. El equipo de producción decidió buscar la canción original. Se contactó a Michelini para pedirle permiso para usar la canción en 2000, aunque David había visto el anuncio del banco casi cuatro años antes. Michelini dio su permiso y le dio a HBO los derechos de «Frolic».
En «The Five-Foot Fence» (temporada 11, episodio 1), «Frolic» es parte de la trama del episodio. Como parte de la trama, Michelini aparece como invitado dirigiendo una orquesta en vivo en un concierto. David, junto a Albert Brooks, asiste al concierto al final del episodio. Luego, la orquesta toca «Frolic», señalando el final del episodio.

## Estructura y música
«Frolic» se considera comúnmente relacionado con la música de circo. Esta connotación proviene de los ritmos e instrumentos (específicamente tuba y mandolina) utilizados en la canción de Michelini. La inspiración adicional proviene de la bossa nova, que se puede escuchar en la armonía de la canción.
La canción utiliza una combinación inusual de instrumentos: tuba, mandolina, piano y banjo. La tuba, que tiene connotaciones de humor y circo, ocupa un lugar destacado en la textura de la canción. En la pieza se utilizan otros instrumentos como efectos, incluida la flauta de émbolo y el bombo.
La melodía de la canción se toca con una mandolina y presenta una línea cromática que se mueve hacia abajo encima de varios acordes de séptima, que también se mueven hacia abajo. La armonía utilizada en «Frolic» refleja la naturaleza caprichosa de la música; según Paul Christiansen, musicólogo especializado en música para publicidad:

[...] la melodía y la armonía simplemente «hacen girar sus ruedas», es decir, no hay una progresión melódica o armónica discernible.

## Recepción y legado
La canción tuvo éxito entre el público debido a su sinergia con los temas y la naturaleza cómica de Curb Your Enthusiasm. Según Rob LeDonne, un escritor estadounidense, «Frolic» es un tema clásico y «se ha plantado firmemente en el panteón de la historia de los temas musicales de televisión». Steven Rasch, editor de la novena temporada de Curb Your Enthusiasm, comentó sobre el uso de la canción en el programa como alivio ligero. Dijo:

La música es nuestra herramienta para recuperar el estado de ánimo e incitar al público a reír [...] Es esta divertida pista de circo que tiene buena energía y contrarresta el humor amargo del espectáculo.

«Frolic» se incluye periódicamente en varias listas de «los mejores temas musicales de televisión», alcanzando normalmente posiciones algo altas:
- Rotten Tomatoes: «Los 21 mejores temas musicales de televisión de los últimos 21 años» - No. 8 [17]
- Entertainment Weekly: «Los 25 mejores temas musicales de televisión del siglo XXI» – No. 8 [18]
- Paste : «Los 50 mejores temas musicales de televisión de todos los tiempos» – No. 22 [19]

### Cultura meme
«Frolic» se ha utilizado como meme para resaltar escenarios incómodos o embarazosos. En estos memes, la canción se reproduce en videoclips cortos, como los de Steve Harvey anunciando a la ganadora equivocada de Miss Universo 2015 o La La Land recibiendo por error el Óscar a la mejor película en 2017. Michelini ha reconocido el uso de la canción en esta capacidad, afirmando que el meme «funciona a su favor».
La popularidad de la canción es tal que Steven Spielberg la utilizó como tono de llamada, quien afirmó que la canción «lo hace sonreír». Ha sido utilizado por Dustin Ballard en su proyecto mashup There I Ruined It, donde se combinó con «Enter Sandman» de Metallica. «Frolic» se utilizó como acompañamiento para una canción de rap de Snoop Dogg llamada «Crip Ya Enthusiasm». La pista apareció en su álbum, BODR.